# Vesna Bedeković
Vesna Bedeković (Belovár, 1966. február 22. – ) horvát pedagógus és politikus, a horvát parlament tagja, demográfiai, család-, ifjúság- és szociálpolitikai miniszter.

## Élete
Vesna Bedeković 1966. február 22-én született Belovárban. Az általános iskolát Pitomacsában, a középiskolát Verőcén végezte. 1996-ban az eszéki Josip Juraj Strossmayer Egyetem Pedagógiai Karán szerzett pedagógiai diplomát. Mester- és doktori fokozatát a Zágrábi Egyetem Filozófiai Karán szerezte. 1987-től 2004-ig általános iskolákban, 2004-2005 között pedagógiai asszisztensként dolgozott a pitomacsai gimnáziumban. 2005-től 2009-ig a Verőce-Drávamente megye Oktatási, Sport- és Kulturális Igazgatási Osztályának, valamint Társadalmi Tevékenységek Igazgatási Osztályának volt a vezetője. 2007-től a Verőcei Menedzserképző Főiskola ideiglenes, 2009-től 2016-ig állandó dékánja volt, így összesen 31 évet töltött oktatásban. 2009 és 2013 között a Verőce-Drávamente Megyei Közgyűlés tanácsosa volt.

## Politikai karrierje
Miután Tomislav Tolušić agrárminiszter lett, 2016. október 14-én Vesna Bedeković váltotta őt fel horvát parlamenti képviselőként, annak ellenére, hogy a választásokon csak a szavazatok 0,83%-át szerezte meg, a HDZ listáján messze a legkevesebbet. A parlamentbe kerülve elhagyta a dékáni posztot. Mandátuma alatt az Oktatási, Tudományos és Kulturális Bizottság elnöke, valamint több parlamenti bizottság tagja volt: család-, ifjúsági- és sport-, petíciós és panaszügyi, valamint a nemek közötti esélyegyenlőségi bizottságnak. Miután Nada Murganić minisztert felmentették tisztségéből, Vesna Bedeković lett a második demográfiai, család-, ifjúság- és szociálpolitikai miniszter.

## Tudományos munkássága
Negyven éves munkássága alatt Bedeković 92 tudományos közleményt publikált. Tagja a Horvát Pedagógiai Társaságnak és a Nemzetközi Interkulturális Oktatási Szövetségnek. Dolgozott a romák társadalmi integrációján és a pedagógusok élethosszig tartó oktatásán.

## Kulturális tevékenysége
Vesna Bedeković a KUD Pitomčanka kulturális és művészeti egyesület koreográfusa és művészeti vezetője, valamint Pitomacsa és környéke népdalainak, néptáncainak és énekeinek előadójaként és bemutatójaként is ismert. Sok éves munkájára elsősorban a pannon zóna folklórszemináriumain figyeltek fel.

## Fordítás
- Ez a szócikk részben vagy egészben  a   Vesna Bedeković című horvát Wikipédia-szócikk ezen változatának fordításán alapul.  Az eredeti cikk szerkesztőit annak laptörténete sorolja fel. Ez a jelzés csupán a megfogalmazás eredetét és a szerzői jogokat jelzi, nem szolgál a cikkben szereplő információk forrásmegjelöléseként.